# Sionrah
Sionrah est une série de romans fantastiques de l'auteure Line Bordeleau publiée chez Québec Amérique. 
Le premier tome, Les Héritières, est paru en mars 2009. Le second tome, L'Ordre, est paru en avril 2011.